# Fireball (Bootsklasse)

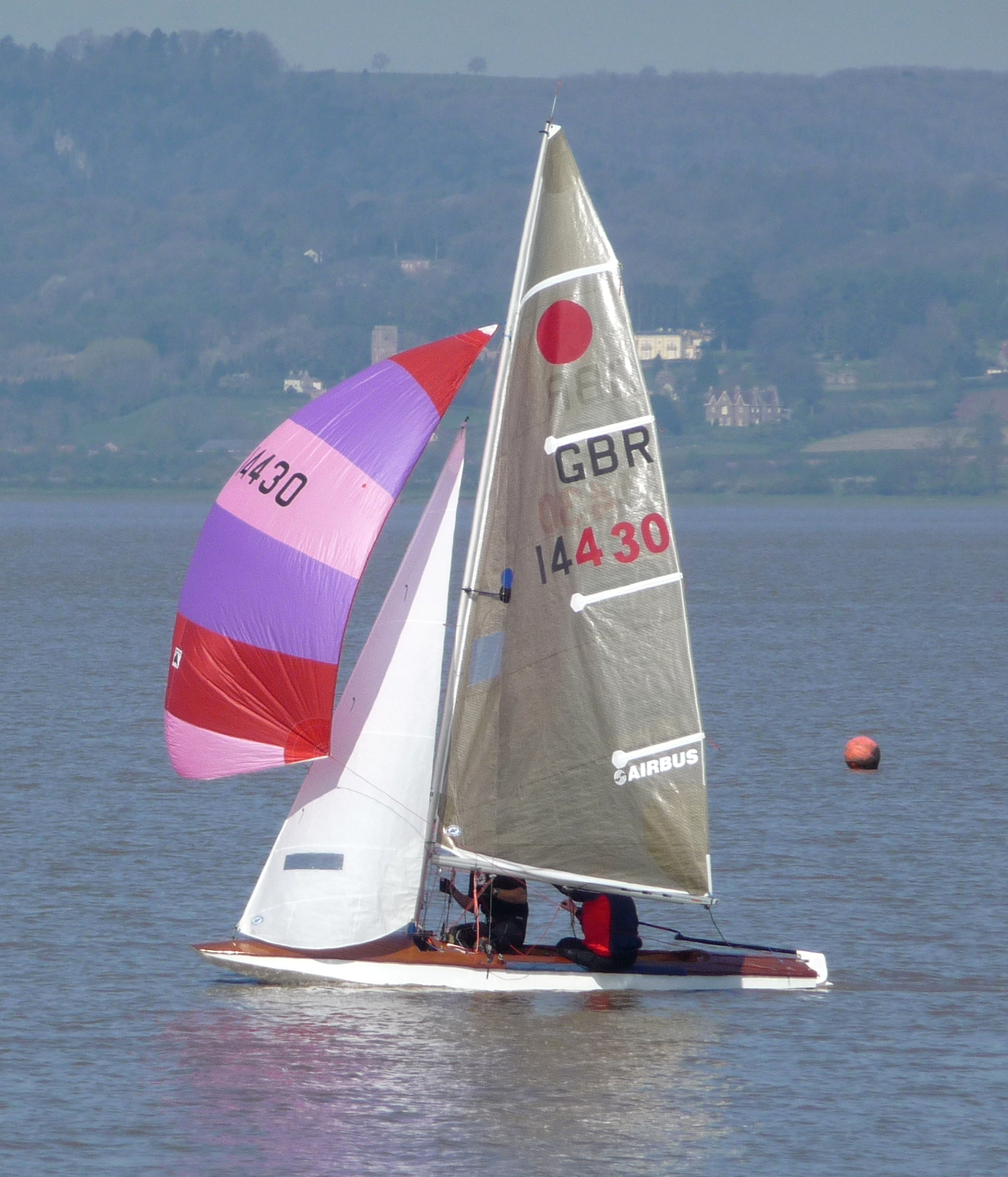
Ein Fireball unter Spinnaker

Der Fireball ist eine internationale Zweimann-Trapez-Jolle. Sie wurde 1962 von Peter Milne in England entwickelt und ist weit verbreitet; bis zum Jahr 2017 wurden über 15.100 Fireballs gebaut.
Rumpf, Mast und Segel sind exakt genormt, bei der übrigen Ausrüstung besteht große Freiheit. Traditionellerweise wurde der Fireball in Holz (Schiffbausperrholz) gebaut, seit einigen Jahren auch aus Kunststoff in Sandwichbauweise. Wegen der relativ einfachen Rumpfform (Knickspantbauweise) eignet sich der Fireball gut für den Selbstbau.